# 4896 Томоеґодзен
4896 Томоеґодзен (4896 Tomoegozen) — астероїд головного поясу, відкритий 20 грудня 1986 року.
Тіссеранів параметр щодо Юпітера — 3,135.
Названо на честь Томоеґодзен (яп. ともえごぜん(巴御前) томоеґодзен).